# 马尔沃若勒站
马尔沃若勒站是法国的一个铁路车站，位于法国城市马尔沃若勒。

## 位置
马尔沃若勒站位于马尔沃若勒市区的西南部，距离市中心大约1.5公里。车站大致呈南北走向，开口朝东。
由于马尔沃若勒站所处的贝济耶－讷萨格铁路路况较差，通过能力小，该线路沿途有由SNCF提供的大巴车作为客运补充。此外，由于该铁路沿线经过地区大部分人口稀少，且沿途有路况很好的法国国家A75号高速公路，导致这一线客源不足。为减少开支，贝济耶-讷萨格铁路计划将于2017年前后关闭。

## 停靠线路
以下列车线路在马尔沃若勒站停靠：
| 马尔沃若勒站列车线路表           |              |               |          |              |
| 线路                             | 车种         | 上一站        | 下一站   | 大致运行频率 |
| 克莱蒙费朗—贝济耶                | INTERCITÉS   | 欧蒙-欧布拉克 | 巴纳萨克 | 每天1趟      |
| 圣谢利达普谢尔—贝济耶            | 法国大区列车 | 欧蒙-欧布拉克 | 希拉克   | 每天1趟      |
| 马尔沃若勒—芒德/拉巴斯蒂德圣洛朗 | 法国大区列车 | （起点）      | 希拉克   | 每天1~2趟    |
| 1.                               |              |               |          |              |

## 配套交通

### 大巴车
马尔沃若勒站对应的大巴车上下车地点位于车站前方的广场上。SNCF提供“马尔沃若勒—芒德—勒皮”和“克莱蒙费朗—马尔沃若勒—芒德”两条大巴车线路。此外，当某条铁路线施工或罢工时，SNCF也会提供途径该线路沿途站点的大巴车。

### 市区公交
马尔沃若勒站附近暂无城市公共交通线路。

## 临近车站
| 马尔沃若勒站（Gare de Marvejols） |                    |                 |
| 上行车站                          | 线路               | 下行车站        |
| 希拉克站                          | 贝济耶－讷萨格铁路 | 欧蒙-欧布拉克站 |
| - 本表仅显示运营中的线路及车站    |                    |                 |